# پاول میلر
پاول نیکلاس میلر (به انگلیسی: Paul Nicholas Miller) (زاده ۱۱ اوت ۱۹۸۸)، که با نام آنلاین جیپسی‌کروسیدر (به انگلیسی: GypsyCrusader) نیز شناخته می‌شود، تحلیل گر سیاسی راست افراطی آمریکا، استریمر، برترپندار نژاد سفید، مبارز و مربی سابق ورزش موای تای، و یک مجرم محکوم شده اهل آمریکا است. او بیشتر به خاطر پخش زنده‌اش در سرویس‌های رسانه‌ای مختلف شناخته می‌شود که در کازپلی شخصیت‌های مختلف از جمله جوکر، ریدلر و ماریو ظاهر می‌شود و عقاید سیاسی خود را به غریبه‌ها در سایت اومیگل می‌گوید. او به خاطر دفاع از جنگ نژادی و حمایت از برترپنداری نژاد سفید و نئونازیسم شهرت دارد. او با چندین سازمان راست‌گرایی آلترناتیو و راست تندرو، از جمله پسران مغرور و جنبش بوگالو مرتبط بوده‌است.

## اوایل زندگی
پل نیکلاس میلر در ۱۱ اوت ۱۹۸۸ در نیویورک به دنیا آمد. پدرش اصالتاً رومی و مادرش مکزیکی است.

## حرفه ورزشی
میلر در سال ۲۰۰۸ و در ۲۰ سالگی تمرینات موای تای را آغاز کرد. او اولین مبارزه آماتور خود را در سال ۲۰۰۸ پس از تنها ۳ ماه تمرین انجام داد. او با ۹ اسلحه موای تای و بعداً با مؤسسه آموزش دید. او قهرمان سبک‌وزن منطقه و قهرمان ملی ایالات متحده در انجمن جهانی کیک بوکسینگ نیز شد. پس از اینکه در یک تصادف رانندگی درگیر شد که باعث شد او نتواند در مسابقات حرفه ای شرکت کند، حرفه ورزشی وی پایان یافت. سپس او برای مؤسسه مربی شد.

## دیدگاه‌ها و فعالیت‌های آنلاین
میلر به عنوان یک «محافظه کار رادیکال» شناخته می‌شود و به خاطر دیدگاه‌های سیاسی آشکار راست گرایانه اش شناخته شده‌است. او اغلب نفرت خود را نسبت به اقلیت‌های نژادی ابراز می‌کند و به شدت با مهاجرت مخالفت می‌کند. همچنین میلر خواستار یک «جنگ نژادی» و یک نظریه‌پرداز توطئه است که از «روز طناب» حمایت می‌کند، روز طناب یک شعار برتری طلبانه سفیدپوستان است که به کتاب رمان ویلیام لوتر پیرس اشاره دارد. در این رمان، برتری‌طلبان سفیدپوست کنترل ایالت کالیفرنیا را در دست می‌گیرند و هر کسی را که به عنوان «خائن نژادی» شناخته می‌شود، به قتل می‌رسانند (لینچ می‌کنند)، این افراد شامل روزنامه‌نگاران، سیاستمداران و سفیدپوستانی می‌شوند که با افراد غیرسفیدپوست در ارتباط هستند. در رمان آن روزی که این قتل‌ها رخ می‌دهد، به عنوان «روز طناب» یاد شده‌است. بسیاری از برتری طلبان سفیدپوست و نئونازی‌ها، از جمله میلر، بر این باورند که «روز طناب» روزی به واقعیت تبدیل خواهد شد.

### اقلیت‌ها
میلر اغلب نسبت به یهودیان نفرت افراطی دارد و بارها هولوکاست را انکار کرده‌است. او ابراز تمایل کرده که حاضر است دوباره به آنها «گاز» بزند و مدعی است که با هدف اجرای ایده‌های خود در حال «ساخت ارتش» به صورت آنلاین است. در چندین ویدئو که از پاول میلر در فضای مجازی منتشر شده، می‌توان او را دید که در کنار پرچم‌های نازی‌ها ژست گرفته و زره‌هایی به تن دارد و صلیب‌های شکسته را به صدا درمی‌آورد.
میلر که یک برترپندار نژاد سفید است، به خاطر نفرتش از سیاه پوستان نیز شهرت دارد. با توجه به اعتقاد او به «بازگرداندن سیاهان به آفریقا»، پاول میلر به عنوان یک ملی‌گرا سفیدپوستی نیز توصیف شده‌است. همچنین میلر در پخش بنرهای برترپنداری نژاد سفید در سراسر آمریکا شرکت کرده و تابلویی‌هایی که بر روی آن «بدون گناه سفید» نوشته شده را از روی پل هوایی در فورت لادردیل، فلوریدا آویزان کرده‌است. همچنین او از عبارت «فقط زندگی سفیدپوستان مهم است» استفاده کرده و در چندین تظاهرات مختلف با معترضان زندگی سیاه پوستان مخالفت کرده‌است.

### اعتراضات به کشته شدن جورج فلوید
در سال ۲۰۲۰، میلر اظهار داشت که هیچ‌کس حق اعتراض به کشته شدن جورج فلوید را ندارد. زنی که گمان می‌رود مادر پاول میلر باشد در ایوان فروشگاهش ایستاد و فریاد زد: «جان سیاه‌پوستان مهم نیست، جان همه مهم است». او همچنین با جنبش بوگالو ارتباط داشت و ظاهراً در جریان اعتراض در ۳۱ مه ۲۰۲۰ ماسک بوگالو را پوشیده‌است.
پاول میلر که در یک گردهمایی ترامپ شرکت کرده بود به یک زن سیاه‌پوست با تابلویی که روی آن نوشته بود «زندگی سیاه‌پوستان مهم است» گفت «فقط زندگی سفیدپوستان مهم است» و «سلام نازی» را نشان داد و یک زن سیاه‌پوست دیگر را «شمپانزه» خطاب کرد. بعداً در همان روز، میلر در کنار یک راهپیمایی «جان سیاه‌پوستان مهم است» در برانزویک شرقی، نیوجرسی رانندگی کرد و چندین بار بر سر معترضان کلمه نیگر (کاکاسیاه) را فریاد زد. میلر گفته‌است که دیگر حامی ترامپ نیست.
در سال ۲۰۲۱، میلر و یک مرد ناشناس یک سیاه‌پوست را تهدید کردند و فیلم آن را ضبط کردند. میلر به آن مرد گفت: «لعنتی را از اینجا برو بیرون» و گفت که او و دوستش حساب رو را خواهند رسید. همچنین او چندین میلر از این مرد به عنوان یک «نیگر» یاد کرد و به او گفت که در «محله اشتباه» است.

### فعالیت آنلاین
میلر به دلیل فعالیت آنلاین خود شناخته شده‌است. او اغلب در قالب شخصیت‌های مختلف لباس می‌پوشد و در وب‌سایت چت آنلاین اومیگل با غریبه‌ها صحبت می‌کند و در آنجا نظرات سیاسی خود را با هدف ایجاد مزاحمت یا عصبانیت آن شخص، بیان می‌کند. او محتوای خود را با استفاده از پلتفرم‌های دی‌لایو، توییچ، bitwave.tv پخش کرده، و دوباره آنان را در BitChute آپلود کرده‌است. او همچنین در تلگرام فعالیت داشت و بیش از ۴۰۰۰۰ دنبال کننده دارد.
او در اکثر پلتفرم‌های رسانه‌های اجتماعی از جمله اینستاگرام، توییتر، یوتیوب، توییچ، دی‌لایو، فیس‌بوک و غیره مسدود شده‌است.
پاول میلر به دلیل اظهارات نژادپرستانه و رفتار نامناسب خود در فضای مجازی مورد توجه قرار گرفته‌است. همچنین او به‌خاطر وابستگی‌هایش به طرفداران برترپندار نژاد سفید و شخصیت‌های اینترنتی، تور بروکس (که بیشتر با نام CatboyKami شناخته می‌شود) و براندون مارتینز شناخته می‌شود، اگرچه بعداً با بروکس اختلاف پیدا کرد.

## مسائل حقوقی و دستگیری

### اتهامات حمله و نگهداری مواد مخدر
در سال ۲۰۰۶، در سن ۱۸ سالگی، میلر به برنامه‌ریزی برای حمله متهم شد. او خود را بی گناه دانست و به زندان محکوم نشد. در سال ۲۰۰۷، میلر دستگیر و بخاطر داشتن مواد مخدر و قصد فروش آنها متهم شد. او ۱۸۰ روز در زندان و ۴ سال حبس مشروط را گذراند.

### اتهام حمل اسلحه
در ۱۷ ژانویه ۲۰۱۸، میلر به حمل غیرقانونی اسلحه متهم شد. او در ۲۵ فوریه ۲۰۲۱ به این اتهام متهم شد و بعداً در سال ۲۰۲۱ دوباره متهم به حمل اسلحه شد.

### حادثه آنتیفا
در ۱۲ اکتبر ۲۰۱۸، میلر توسط معترضان آنتیفا مورد حمله قرار گرفت. میلر می‌گوید که سعی داشته در مراسم سخنرانی گوین مکیننس، مؤسس گروه پسران مغرور، شرکت کند تا در مورد آن گزارش دهد. این حادثه در خارج از باشگاه جمهوری خواهان متروپولیتن در نیویورک رخ داد. همچنین میلر گزارش داد که کوله پشتی او در جریان درگیری به سرقت رفته‌است. پلیس همچنان در جستجوی فردی است که کوله پشتی میلر را دزدیده‌است. میلر بعداً با اشاره به این حمله اظهار داشت که «آنها سعی کردند من را بکشند» و مهاجمان را «تروریست» خواند. فینبار اسلونیم ۲۰ ساله، کای روسو ۲۰ ساله و کالب پرکینز ۳۵ ساله در ارتباط با این حمله دستگیر و متهم شدند.
پس از حمله به میلر، او ادعا کرد که «بیداری» در او به وجود آمده و «بیدار» شده‌است. گفته می‌شود که پس از حمله افراد آنتیفا به او، پاول میلر تهدید به مرگ و داکسینگ قرار گرفته‌است. او همچنین مدعی شده که گروه آنتیفا خانه پدر و مادرش را تهدید به آتش زدن کرده‌اند. داستان او به سرعت در اینترنت مورد توجه قرار گرفت و میلر ادعا می‌کند که شغل خود را از دست داده و در نتیجه مجبور به نقل مکان شده‌است. او به فلوریدا نقل مکان کرد.

### بازدید اف‌بی‌آی در سال ۲۰۲۰
در ۲۱ می ۲۰۲۰، مأموران اداره تحقیقات فدرال (FBI) در خانه والدین میلر حاضر شدند و سعی کردند با او تماس بگیرند. بعداً مشخص شد که ماموان اف‌بی‌آی در رابطه با بیانیه‌های ضد اعتراضی که میلر در فضای مجازی منتشر کرده بود و پیشنهاد برگزاری یک تجمع آزاد را داده بود، فرستاده شده بودند. بعد از اینکه آنها به این نتیجه رسیدند که میلر یک تهدید نیست، هیچ اقدام دیگری انجام نشد.

### آزار و اذیت توسط سازمان Atomwaffen Division
در سال ۲۰۲۱، میلر توسط یکی از اعضای سازمان نئونازیسم Atomwaffen Division مورد هدف قرار گرفت. مهاجم فیلم‌هایی را ضبط کردند که بیرون از خانه میلر در فلوریدا گرفته شده و پاول میلر را تهدید می‌کند. آن شخص مرتباً از پاول میلر می‌خواست که از خانه ای بیرون بیاید تا او نتواند استریم کند. چندین تاکسی نیز به آدرس میلر فرستاده شد تا او را سوار کند.
در ۳۰ ژانویه، پلیس تماس‌های متعددی در رابطه با حمله مظنون به خانه میلر دریافت کرد ولی پس از رسیدن به محل حادثه نتوانستند مظنون را پیدا کنند. میلر بعداً تصمیم گرفت خانه خود را برای «مدتی» ترک کند، به این امید که اجازه دهد اوضاع آرام شود و از همسایگان خود محافظت کند.

### یورش اف‌بی‌آی و اتهام سلاح گرم
در ۲ مارس ۲۰۲۱ میلر به سه اتهام مختلف دستگیر شد. بر اساس گزارش‌ها، در جریان یورش به خانه پاول میلر در فورت لادردیل، فلوریدا که حوالی ساعت ۵ صبح رخ داد، چندین فلش بنگ (بمب صوتی) منفجر شد. این دستگیری ناشی از حادثه ای بود که در ۱۷ ژانویه ۲۰۱۸ رخ داد که میلر به‌طور غیرقانونی حامل اسلحه بود. در ۲۵ فوریه ۲۰۲۱، او به اتهام ژانویه ۲۰۱۸ متهم شد. اگر مجرم شناخته شود، ممکن است به ۳۰ سال زندان محکوم شود. اولین جلسه دادگاه او در ۳ مارس برگزار شد. او در طول جلسه عذرخواهی کرد و گفت: «من واقعا برای همه اینها متاسفم. من واقعا هستم.» او همچنین به قاضی گفت که پول کافی برای استخدام وکیل خود را دارد و طبق گزارش‌ها با مارک اومارا، وکیلی که برای جورج زیمرمن کار می‌کرد، تماس گرفته‌است. او بعداً نورمن کنت، فعال آزادی بیان و وکیل دادگستری را استخدام کرد. در ۱۰ مارس، در جریان محاکمه وثیقه‌اش، وی از وثیقه محروم شد و قرار بود در حین محاکمه در زندان بماند. در ۲۲ ژوئن ۲۰۲۱، میلر به هر یک از اتهامات مربوط به داشتن اسلحه گرم، داشتن مهمات و داشتن یک سلاح گرم ثبت نشده اعتراف کرد. در ۲۸ سپتامبر، میلر به ۴۱ ماه حبس و سپس سه سال آزادی تحت نظارت محکوم شد. در نوامبر ۲۰۲۱، میلر در زندان ایالات متحده در آتلانتا زندانی شد. در ۱۷ نوامبر ۲۰۲۱، میلر به مؤسسه اصلاحی فدرال، پترزبورگ مدیوم منتقل شد. میلر دوباره در ۲۰ نوامبر به بازداشتگاه فدرال فیلادلفیا منتقل شد.